# Italo Tajo

Italo Tajo nel film L'elisir d'amore

Italo Tajo (Pinerolo, 25 aprile 1915 – Cincinnati, 28 marzo 1993) è stato un basso italiano.

## Biografia
Studiò violino e canto a Torino con Nilde Stinchi-Bertozzi e nel 1935 debuttò nella stessa città come Fafner ne L'oro del Reno. Nel 1939 partecipò alla prima italiana di Wozzeck al Teatro dell'Opera di Roma, nel 1940 debuttò alla Scala (dove apparirà regolarmente fino al 1956) e nel 1942 a Firenze come Leporello.
Dopo la fine del conflitto la carriera si sviluppò rapidamente a livello internazionale, con debutti a Londra, Parigi, Buenos Aires. Nel 1946 esordì negli Stati Uniti alla Lyric Opera di Chicago e nel 1948 debuttò alla San Francisco Opera e al Metropolitan (Don Basilio), iniziandovi una regolare attività prevalentemente in ruoli semiseri e buffi, quali Figaro, Leporello, Dulcamara, Don Pasquale, Gianni Schicchi.
Nonostante sia maggiormente ricordato per il repertorio comico, affrontò anche diversi ruoli drammatici, come i verdiani Banco e Attila, e Boris. Si distinse inoltre nel repertorio moderno "creando" il ruolo di Samuel nel David di Darius Milhaud e interpretando opere di Luciano Berio, Gian Francesco Malipiero, Adriano Lualdi e Luigi Nono. Partecipò alla prima italiana di Guerra e pace di Prokoviev nel 1953 a Firenze.
Fu attivo anche nel musical, rilevando nel 1957 Ezio Pinza in South Pacific, seguito da Kiss Me, Kate. Partecipò ad alcuni film-opera negli anni quaranta (Lucia di Lammermoor, L'elisir d'amore, Il barbiere di Siviglia) e negli anni ottanta ai video di Tosca come Sagrestano dal Metropolitan e de La bohème come Benoit dalla San Francisco Opera.
Nel 1966 iniziò l'attività di docente presso l'Università di Cincinnati, continuando ad esibirsi fino a oltre settant'anni in ruoli di caratterista (oltre ai già citati Benoit  e Sagrestano, Geronte in Manon Lescaut), frequentemente al teatro Metropolitan, dove fece l'ultima apparizione nel 1991.

## Repertorio
| Ruolo                    | Titolo                  | Autore           |
| ------------------------ | ----------------------- | ---------------- |
| Conte Rodolfo            | La sonnambula           | Bellini          |
| Il Dottore               | Wozzeck                 | Berg             |
| Gremin                   | Eugenio Onegin          | Čajkovskij       |
| Dulcamara                | L'elisir d'amore        | Donizetti        |
| Raimondo                 | Lucia di Lammermoor     | Donizetti        |
| Don Pasquale             | Don Pasquale            | Donizetti        |
| Roucher                  | Andrea Chénier          | Giordano         |
| Mefistofele              | Faust                   | Gounod           |
| Agamennone               | Ecuba                   | Malipiero        |
| Il Balivo                | Werther                 | Massenet         |
| Don Chisciotte           | Don Chisciotte          | Massenet         |
| Samuel                   | David                   | Milhaud          |
| Cola                     | Bastiano e Bastiana     | Mozart           |
| Osmino                   | Il ratto dal serraglio  | Mozart           |
| Don Bartolo              | Le nozze di Figaro      | Mozart           |
| Commendatore Leporello   | Don Giovanni            | Mozart           |
| Boris Godunov            | Boris Godunov           | Musorgskij       |
| Ivan Chovanskij          | Chovanščina             | Musorgskij       |
| Alvise                   | La Gioconda             | Ponchielli       |
| Il Generale              | Il giocatore            | Prokof'ev        |
| Geronte                  | Manon Lescaut           | Puccini          |
| Alcindoro Benoît Colline | La bohème               | Puccini          |
| Sagrestano               | Tosca                   | Puccini          |
| Il Talpa                 | Il tabarro              | Puccini          |
| Gianni Schicchi          | Gianni Schicchi         | Puccini          |
| Timur                    | Turandot                | Puccini          |
| Antonio Salieri          | Mozart e Salieri        | Rimskij-Korsakov |
| Don Parmenione           | L'occasione fa il ladro | Rossini          |
| Don Basilio              | Il barbiere di Siviglia | Rossini          |
| Don Pomponio Storione    | La gazzetta             | Rossini          |
| Don Magnifico            | La Cenerentola          | Rossini          |
| Abimélech                | Sansone e Dalila        | Saint-Saëns      |
| Barone Ochs              | Il cavaliere della rosa | Strauss          |
| Gran Sacerdote           | Fernando Cortez         | Spontini         |
| Attila                   | Attila                  | Verdi            |
| Banco                    | Macbeth                 | Verdi            |
| Monterone Sparafucile    | Rigoletto               | Verdi            |
| Ferrando                 | Il trovatore            | Verdi            |
| Padre guardiano          | La forza del destino    | Verdi            |
| Filippo II               | Don Carlo               | Verdi            |
| Il Re                    | Aida                    | Verdi            |
| Fafner                   | L'oro del Reno          | Wagner           |

## Discografia

### Incisioni in studio
- Le nozze di Figaro (Bartolo), con Willi Domgraf-Fassbaender, Audrey Mildmay, Aulikki Rautawaara, Luise Helletsgruber, Roy Henderson,, dir. Fritz Busch - HMV 1934/35
- Andrea Chenier (Roucher), con Beniamino Gigli, Maria Caniglia, Gino Bechi, dir. Oliviero De Fabritiis - HMV 1941
- Rigoletto, con Leonard Warren, Erna Berger, Jan Peerce, Nan Merriman, dir. Renato Cellini - RCA 1950
- Le nozze di Figaro (Figaro), con Alda Noni, Gabriella Gatti, Sesto Bruscantini, Iolanda Gardino, dir. Fernando Previtali - Cetra 1951
- Don Giovanni (Leporello), con Giuseppe Taddei, Maria Curtis Verna, Carla Gavazzi, Cesare Valletti, dir. Max Rudolf - Cetra 1953
- Don Pasquale (DVD), con Alda Noni, Cesare Valletti, Sesto Bruscantini, dir. Alberto Erede - video-RAI 1955 ed. Hardy Classic/BCS
- La gazzetta, con Angelica Tuccari, Mario Borriello, Agostino Lazzari, dir. Franco Caracciolo - Cetra 1960
- L'occasione fa il ladro, con Cecilia Fusco, Mitì Truccato Pace, Gino Sinimberghi, dir. Luigi Colonna - Cetra 1963

### Registrazioni dal vivo
- Macbeth, con Frank Valentino, Margherita Grandi, Walter Migdley, dir. Berthold Goldschmigdt - Edimburgo 1947 ed. Lyric Distribution/Testament
- Faust, con Giuseppe Di Stefano, Dorothy Kirsten, Leonard Warren, dir. Wilfred Pelletier - Met 1949 ed. Cetra/Arkadia/Myto
- Gianni Schicchi, con Licia Albanese, Cloe Elmo, Giuseppe Di Stefano, dir. Giuseppe Antonicelli - Met 1949 ed. GOP/Guilde
- Fernando Cortez, con Gino Penno, Renata Tebaldi, Aldo Protti, dir. Gabriele Santini. - Napoli 1951 ed. HRE/Hardy Classic
- Attila, con Giangiacomo Guelfi, Caterina Mancini, Gino Penno, dir. Carlo Maria Giulini - Venezia 1951 ed.GOP
- Il trovatore, con Giacomo Lauri Volpi, Maria Callas, Paolo Silveri, Cloe Elmo - dir. Tullio Serafin - Napoli 1951 ed. Cetra/Myto/Melodram
- Macbeth, con Enzo Mascherini, Maria Callas, Gino Penno, dir. Victor de Sabata - La Scala 1952 ed. GOP/Myto/EMI
- L'elisir d'amore, con Beniamino Gigli, Rina Gigli, Giuseppe Taddei, dir. Gianandrea Gavazzeni - Napoli 1953 ed. Bongiovanni/Eklipse
- La bohème, con Elena Rizzieri, Giuseppe Campora, Giuseppe Taddei, Renata Broilo, dir. Francesco Molinari Pradelli - RAI-Milano 1954 ed. Opera Lovers
- Le nozze di Figaro, con Alda Noni, Renata Tebaldi, Scipio Colombo, Giulietta Simionato, dir. Ionel Perlea - Napoli 1954 ed. Hardy Classic
- Don Pasquale, con Margherita Rinaldi, Giuseppe Baratti, Rolando Panerai, dir. Massimo Pradella - RAI-Milano 1963 ed. Opera Lovers
- La bohème (Benoit-DVD), con Luciano Pavarotti, Mirella Freni, Gino Quilico, Nicolai Ghiaurov, Sandra Pacetti, dir. Tiziano Severini - San Francisco 1988 ed. Kultur

## Filmografia
- Telephone Time – serie TV, episodio 3x20 (1958)